# Ebbe Carlsson
Nils "Ebbe" Knut Carlsson (28. september 1947 i Lundby, Göteborg – 3. august 1992 i Stockholm) var en svensk journalist og forelægger der blev kendt for den såkaldte Ebbe Carlsson-affære i forbindelse med Palmemordet.
Han var den centrale person i en privat efterforskning af mordet.
Carlsson og affæren skildres i Karin af Klintberg og Jane Magnussons dokumentarfilm Ebbe the Movie fra 2009.

## Eksterne link
- Ebbe The Movie trailer